# Rhyticeros cassidix
Rhyticeros cassidix, cunoscut și ca pasărea rinocer de Sulwesi, este o specie de pasăre rinocer, cu penaj foarte colorat, nativă în Indonezia. Specia este uneori plasată în genul Aceros. Această specie de pasăre rinocer este animalul simbol al provinciei Sulawesi de Sud.

## Descriere
Această specie este o pasăre rinocer mare, cu penaj în principal de culoare neagră, cu un cioc galben, având penele din coadă albe, picioare negricioase, piele albastru pal în jurul ochilor și gât albastru închis. Masculul are pielea de pe față și gât rufescentă sau bubalină, ochi roșii-portocalii și o cască înaltă roșie pe partea de sus a ciocului. Femela are fața și gâtul negre, casca galbenă și ochi maronii.

## Răspândire și habitat
Fiind endemică în Indonezia, această pasăre rinocer poate fi întâlnită în Sulawesi, Buton, Lembeh⁠(d), Togian și Insula Muna. Este răspândită în pădurile veșnic verzi, la o altitudine de până la 1.800 m și, de asemenea, folosește păduri secundare, zone împădurite și plantații pentru a procura hrană.

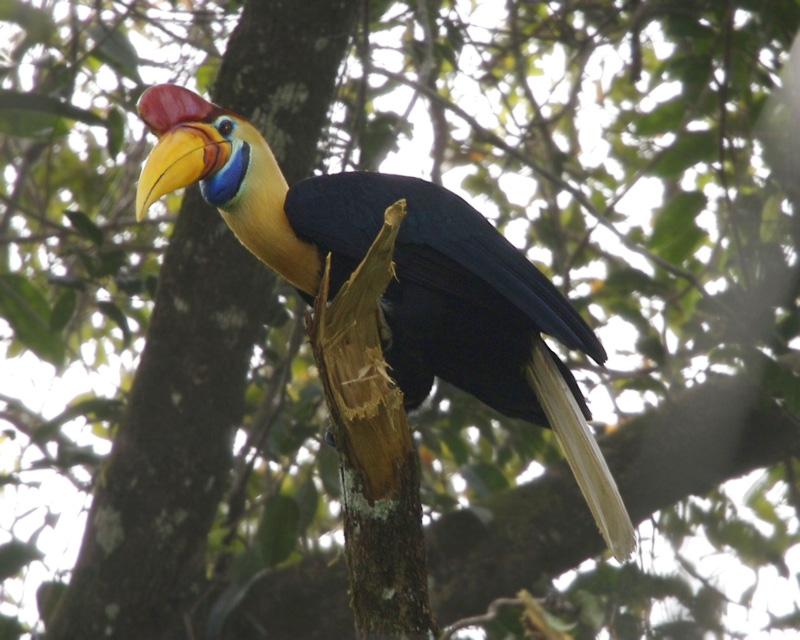
Mascul

## Ecologie
Ca și în cazul altor păsări rinocer, se crede că această specie este monogamă. Dieta sa constă în principal din fructe, dar poate consuma și insecte și vertebrate mici. Sezonul de reproducere se întinde pe parcursul a 27–30 de săptămâni și pare să fie declanșat de o reducere dramatică a precipitațiilor. Femelele se sigilează în interiorul unei găuri într-un copac folosind propriile fecale pentru depunerea ouălor. În acest timp, bărbatul aduce hrană pentru femelă și pui printr-o fantă în sigiliu.>
Această pasăre rinocer este un agent dispersor de semințe importante în habitatul lor și influențează soarta inițială a semințelor de mai multe specii de arbori din pădurea tropicală.

## Conservare
Specia este în prezent clasificată ca vulnerabilă de către IUCN. În ciuda faptului că sunt foarte frecvente la nivel local, păsările sunt amenințate de distrugerea habitatului din cauza exploatării forestiere, deoarece depind de copaci mari și maturi pentru reproducere, și într-o oarecare măsură de vânătoare.

## Galerie

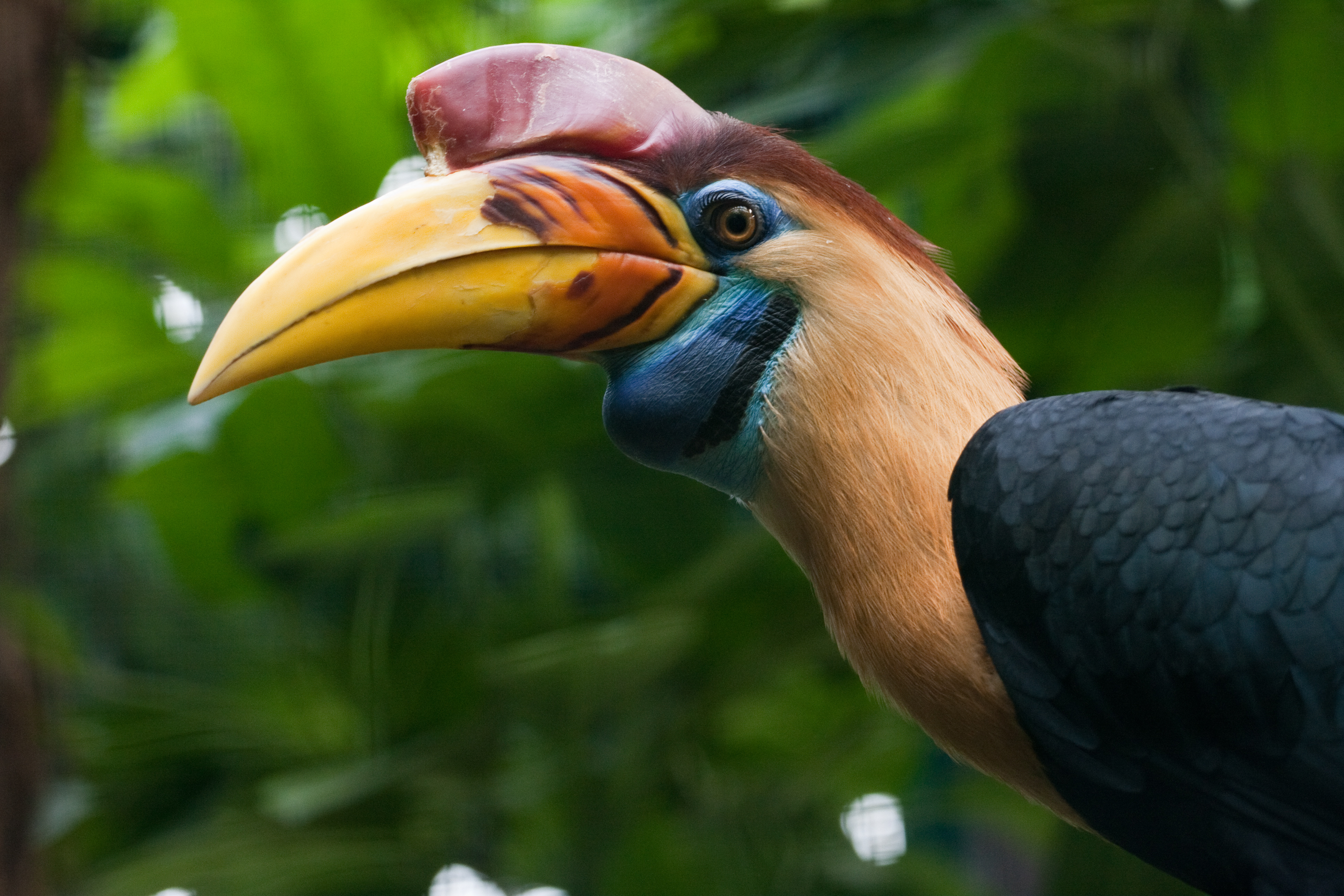
Mascul la Walsrode Bird Park
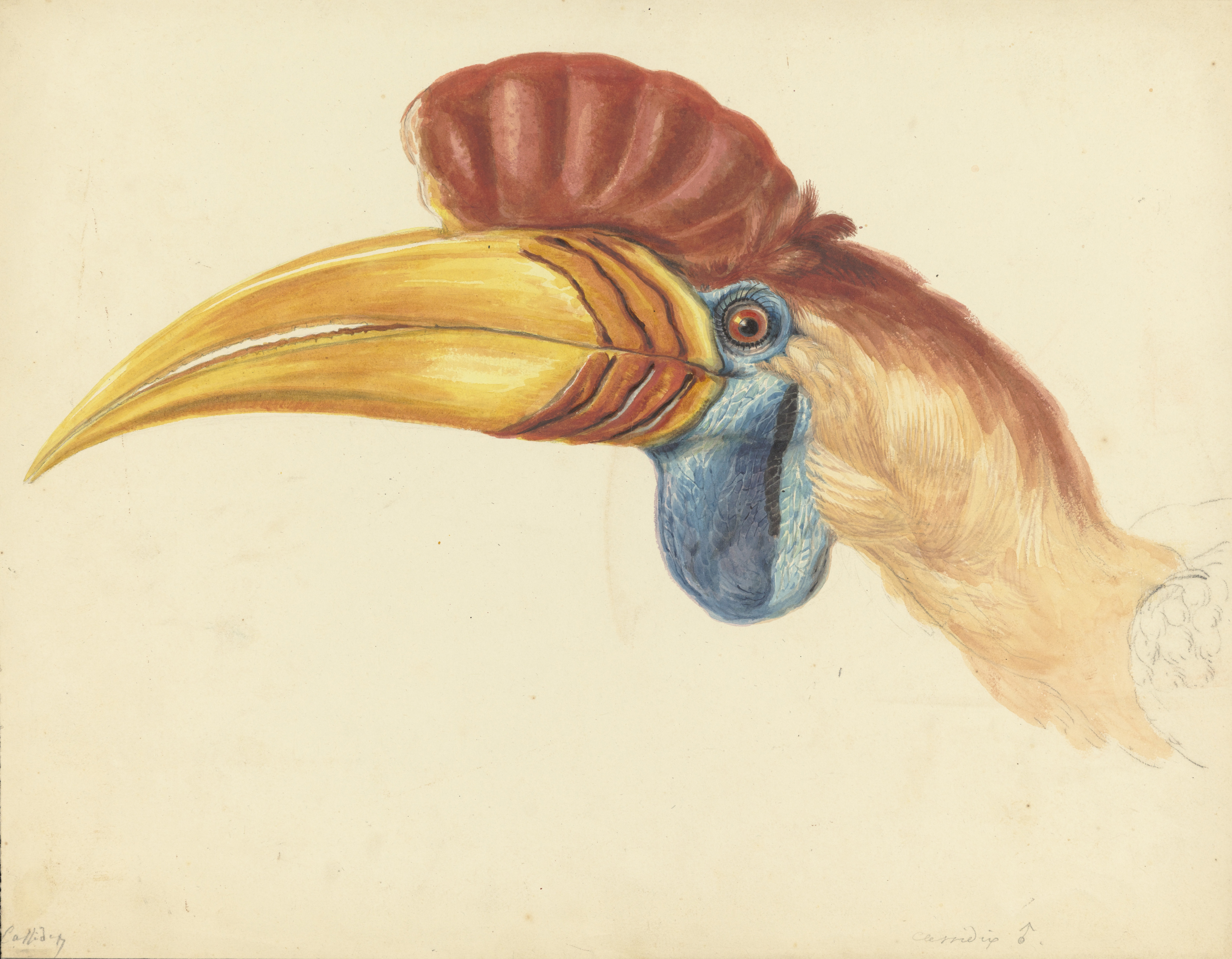
Desen timpuriu de către Natuurkundige Commissie voor Nederlands-Indië, anii 1820.
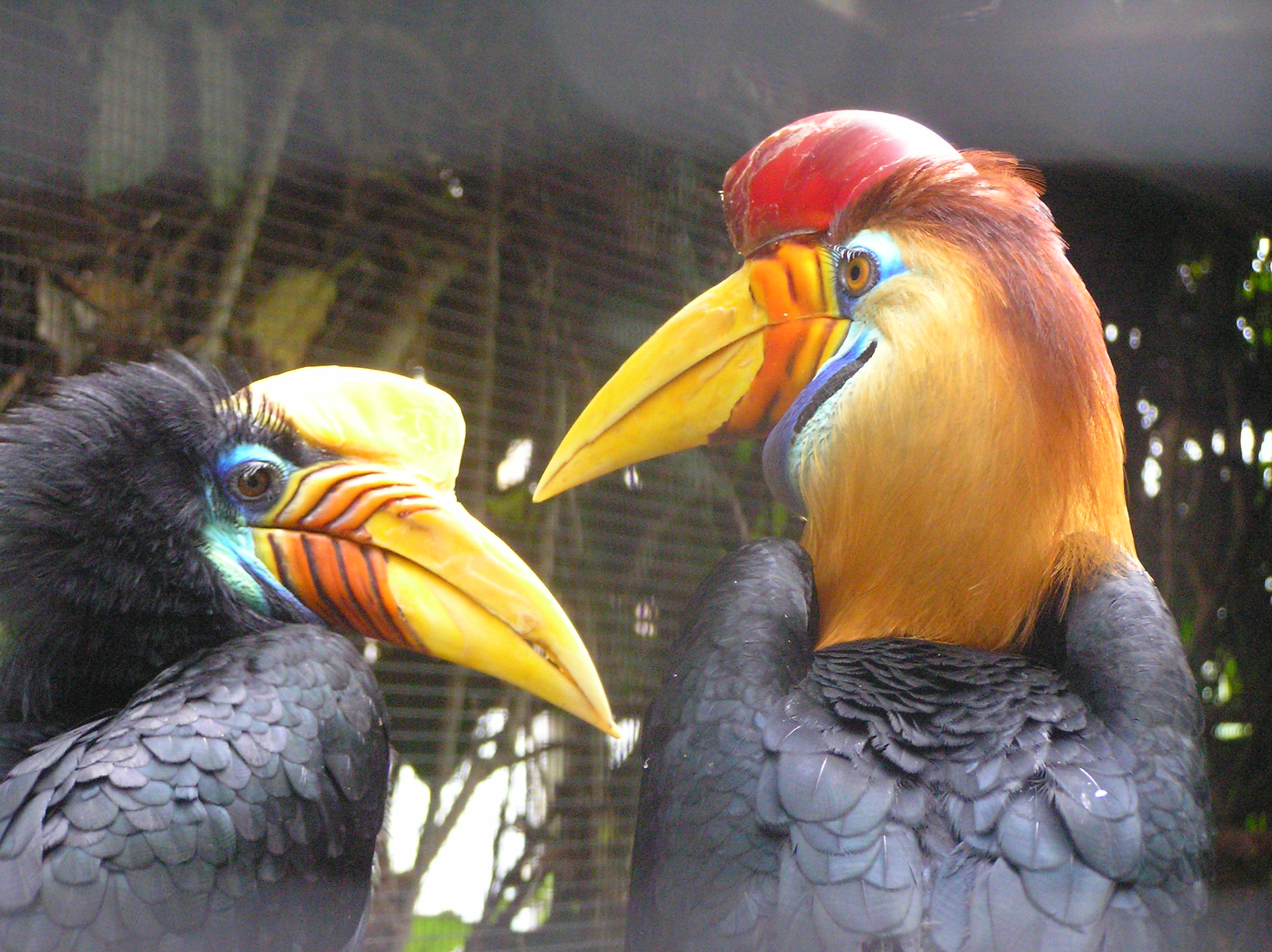
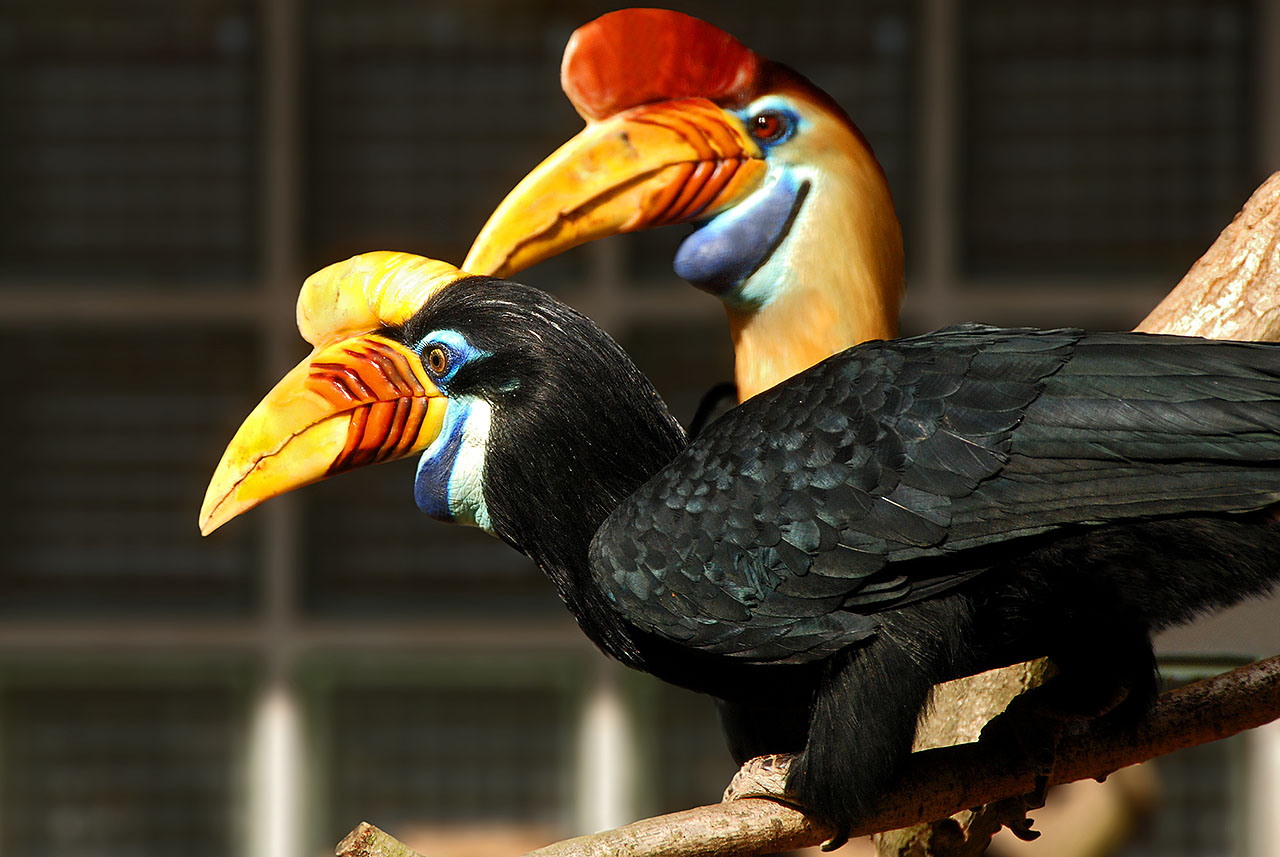
Pereche la Walsrode Bird Park, Germania
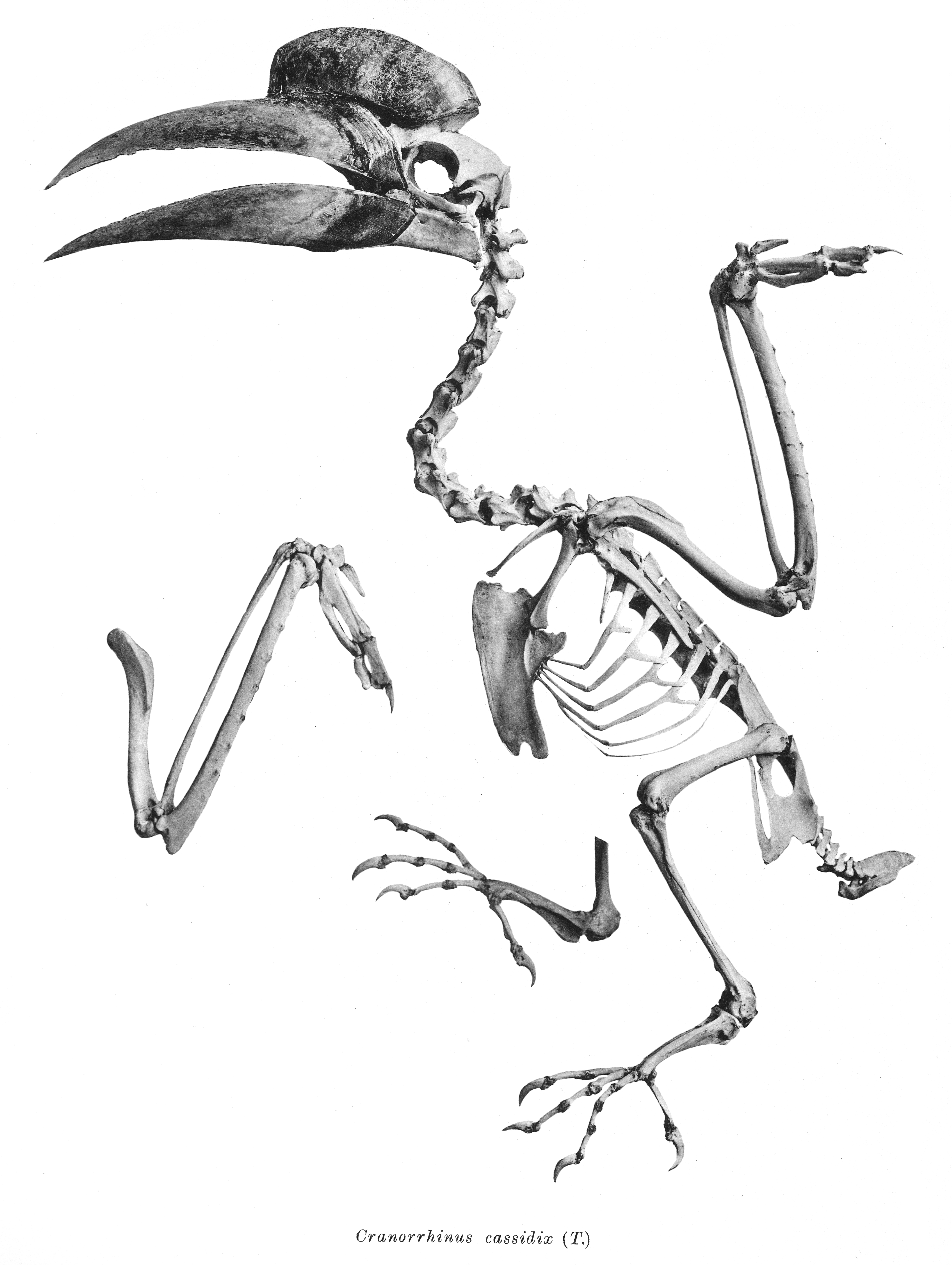
Schelet